# Agent (vertegenwoordiger)
Een agent of agente, ook agentuur, handelsagent en handelsvertegenwoordiger genoemd, is in het Belgisch en Nederlands recht een tussenpersoon die activiteiten en zakelijke belangen regelt namens een ander (rechts)persoon, veelal in het buitenland. Juridische basis vormt in Nederland de rechtsfiguur vertegenwoordiging waarbij de uiteindelijke overeenkomst tot stand komt tussen de vertegenwoordigde en de afnemer. Een agent in het Belgisch en Nederlands recht kan bijvoorbeeld de belangen behartigen van acteurs, schrijvers of sporters, en ook in de internationale handel wordt veel gebruikgemaakt van agenten, de handelsagent. Het bedrijf van waaruit een agent werkt wordt internationaal een "agency" genoemd, in het Nederlands agentschap.
Gaat het om het behartigen van de belangen van een staat of groot bedrijf in een ander land, dan spreekt men van een buitenlandse agent. 

## Agentuurrecht
Binnen de Europese Unie geldt de Europese Richtlijn 86/653/EEG uit 1986 inzake de coördinatie van de wetgevingen van de Lid-Staten inzake zelfstandige handelsagenten. De Richtlijn schrijft voor dat nationale wetgeving van de lidstaten de agent een minimum aan bescherming moet bieden, de lidstaten hebben de mogelijkheid om meer bescherming te bieden dan voorgeschreven. Daardoor zijn de nationale wetten geharmoniseerd en lijken ze op elkaar, maar er bestaan ook relevante verschillen die in de praktijk grote (financiële) gevolgen kunnen hebben. De verschillen bestaan niet alleen in nationale wet- en regelgeving, maar ook in de rechtspraak.
Landen met een common law rechtstelsel kennen uitgebreide regels voor de agent in de Law of agency, deze bieden nauwelijks bescherming.

### Toepasselijk recht en rechtskeuze
Wanneer een agent in het buitenland is gevestigd is in beginsel het recht van het land van toepassing waar de handelsvertegenwoordiger is gevestigd. Van de hoofdregel kan bij de agentuurovereenkomst worden afgeweken (rechtskeuze). Als wordt gekozen voor het recht van het land waar de vertegenwoordigde partij is gevestigd, en als bevoegde rechter de rechtbank in het land van de vertegenwoordigde moet eventueel ook worden afgeweken van nationale wetgeving en jurisprudentie voor zover daarin als hoofdregels is geformuleerd, dat het recht geldt van het land waar de agent is gevestigd.

### Nederlands recht
In Nederland is de agentuurovereenkomst geregeld in Boek 7 van het Burgerlijk Wetboek, de bijzondere overeenkomsten,  Afdeling 4. Artikel 7:428 lid 1 BW schrijft voor wanneer sprake is van een agentuurovereenkomst:
De agentuurovereenkomst is een overeenkomst waarbij de ene partij, de principaal, aan de andere partij, de handelsagent, opdraagt, en deze zich verbindt, voor een bepaalde of een onbepaalde tijd en tegen beloning bij de totstandkoming van overeenkomsten bemiddeling te verlenen, en deze eventueel op naam en voor rekening van de principaal te sluiten zonder aan deze ondergeschikt te zijn
De agentuurovereenkomst wordt beschouwd als een overeenkomst van opdracht, meer specifiek de bemiddelingsovereenkomst. Daarom zijn de wettelijke bepalingen van afdeling 7.7.1. (overeenkomst van opdracht) en van afdeling 7.7.3 (bemiddelingsovereenkomst) van toepassing op de agentuurovereenkomst, voor zover de bepalingen omtrent agentuurovereenkomsten hier niet van afwijken.
De agentuurovereenkomst komt tot stand tussen de vertegenwoordigde en de afnemer, de agent verricht het feitelijke werk maar valt er juridisch tussenuit. Op grond van de rechtsfiguur vertegenwoordiging is het ook mogelijk een agent tevens op basis van een volmacht te laten werken en om op naam en voor rekening van de opdrachtgever overeenkomsten af te sluiten. In dat geval zijn tevens de regels omtrent volmacht, geregeld in art. 3:60 e.v. BW, van toepassing. De agent is dan ook onmiddellijk vertegenwoordiger en de uiteindelijke overeenkomst komt tot stand tussen de agent en de afnemer.

## Stemsysteem
Er bestaat tevens het actief/passief ledensysteem waar gebruik wordt gemaakt van een agent. Hierbij geeft een passief lid zijn of haar stem, onbepaald of bepaald, aan een of ander actief lid, de agent genoemd. Actieven, "de agenten", bepalen dan via hun extra stemkracht, welke regels of verdere bestuursvormen er nodig zijn. Dit stemsysteem wordt bijna nooit gebruikt om politieke, bestuurlijke staatsorganen te vormen, tenzij vooral voor leiders van verzetsbewegingen. Reden hiervoor is dat de benaming van grote groepen en of staten alzo gemakkelijk kan worden weggestemd.